# Luca Moretti (sciatore)
Luca Moretti (Livigno, 5 marzo 1980) è un ex sciatore alpino italiano.

## Biografia
Slalomista puro attivo in gare FIS dal gennaio del 1996, Moretti esordì in Coppa Europa il 14 dicembre 2001 a Obereggen (28º) e in Coppa del Mondo il 9 gennaio 2005 a Chamonix, senza completare la gara. Il 12 febbraio 2007 ottenne a Oberjoch il miglior piazzamento in Coppa Europa (4º) e il 25 febbraio successivo prese per l'ultima volta il via in Coppa del Mondo, a Garmisch-Partenkirchen senza completare la gara (non portò a termine nessuna delle sette gare nel massimo circuito cui prese parte). Si ritirò al termine della stagione 2007-2008 e la sua ultima gara fu uno slalom speciale FIS disputato il 1º marzo a Sun Peaks, non completato da Moretti; in carriera non prese parte a rassegne olimpiche o iridate.

## Palmarès

### Coppa Europa
- Miglior piazzamento in classifica generale: 31º nel 2007

### Campionati italiani
- 1 medaglia:
  - 1 argento (slalom speciale nel 2006)